# Herman Peltzer
Hermann Heinrich Gerhard Peltzer (* 7. September 1887; † 24. Juni 1957) war ein niederländischer Fußballspieler.
Abwehrspieler Peltzer spielte bei ’t Zesde Breda. Er bestritt am 11. Dezember 1909 sein einziges Länderspiel für die niederländische Nationalmannschaft. In dem Match an der Stamford Bridge in London unterlagen die Niederländer, trainiert vom Engländer Edgar Chadwick, der Amateurauswahl Englands mit 1:9; Vivian Woodward erzielte sechs Treffer.